# Moravská Třebová
Moravská Třebová (moravsky Střebová, německy Mährisch Trübau) je město ležící v Pardubickém kraji, v okrese Svitavy, na severozápadní Moravě. Žije zde přibližně 9 600 obyvatel.
Město založil roku 1257 Boreš z Rýzmburka jako typické kolonizační město s pravidelným půdorysem náměstí. Řada staveb a uměleckých děl dodnes upomíná na hospodářský rozkvět a vysokou kulturní úroveň města za vlády pánů z Boskovic a Ladislava Velena ze Žerotína (1486–1622), kdy byla Moravská Třebová centrem humanistické vzdělanosti a dostala přízvisko Moravské Athény.
Do roku 1945 byla Moravská Třebová součástí německého jazykového ostrova zvaného Hřebečsko (Schönhengstgau) a v jejím hospodářském životě vždy dominovala textilní výroba.

## Název
Možný původ jména Moravské Třebové je dvojí: buď vychází z osobního jména Třěb(a), které bylo domácí podobou některého jména obsahujícího Třeb- (např. Třebomysl, Třebohost, Třebovít) nebo ze jména říčky Třebové, jejíž jméno je starý přívlastek třěbová (tj. voda, řeka atd.) a označující vodní tok tekoucí vytříbeným, tj. prosekaným místem. Přívlastek Moravská doložen už od konce 13. století na odlišení od nedaleké České Třebové. Německé jméno vzniklo z českého.

## Historie

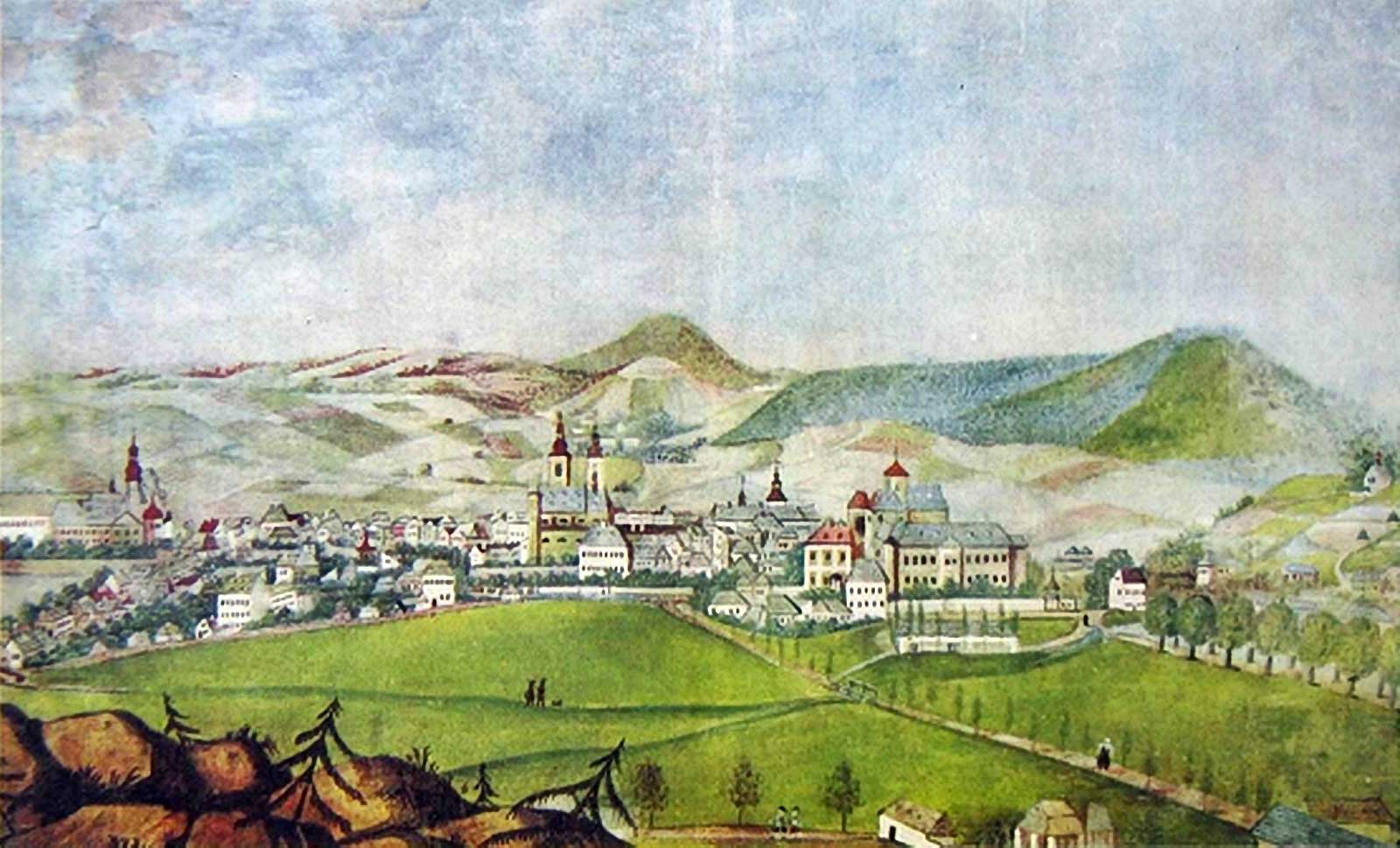
Moravská Třebová roku 1840

Město bylo založeno ve druhé polovině 13. století českým šlechticem Borešem z Rýzmburka, nejstarší písemná zmínka pochází z roku 1270. První rozkvět nastal za Ladislava z Boskovic po roce 1485. Po požárech v letech 1509 a 1540 bylo město rozšířeno, vystavěno z kamene a cihel, a opevněno kamennými hradbami s jedenácti baštami. V majetku Ladislava Velena ze Žerotína na přelomu 16. a 17. století se stalo centrem humanismu, dostalo přízvisko Moravské Athény. Ladislav Velen také dal vystavět nynější chloubu města, manýristická arkádová křídla zámku. Po třicetileté válce bylo celé panství v majetku Lichtenštejnů a postupně upadalo. V roce 1660 ve městě působil jako rychtář Gregor Francz. V 17. a 18. století nabýval na významu textilní průmysl, ovšem sousední Svitavy získaly v tomto ohledu náskok díky železnici. Přes Moravskou Třebovou vedou koleje (dnešní Trať 017) až od roku 1889. V první polovině 20. století ve městě sílil německý nacionalismus, zvláště pak v době po vyhlášení Československa a v době hospodářské krize ve 30. letech. Během druhé světové války se město a okolí stalo součástí německé říše. Po válce bylo původní německé obyvatelstvo vysídleno. K městu byly postupně připojeny samostatné obce Sušice, Udánky a velká obec Boršov.
15. dubna 2025 město získalo titul Historické město roku 2024, které pořádá Sdružení historických sídel Čech, Moravy a Slezska, spolu s ministerstvy kultury a pro místní rozvoj.

## Členění města
Moravská Třebová se skládá ze dvou katastrálních území:
- Moravská Třebová – části Město, Předměstí, Sušice a Udánky
- Boršov u Moravské Třebové – část Boršov

## Symboly města

### Logo města
Velmi poukazuje na největší památku Moravské Třebové, jsou na něm moderním způsobem vyobrazeny renesanční zámecké arkády. Jedná se o důstojný symbol, který zaujme díky své jednoduchosti a modernímu pojetí. Vyobrazení zámeckých arkád jednoznačně definuje rozpoznatelnost renesanční památky z 13. století. Použití barev u městského znaku červené a modré, je v souladu s historií a dědictvím města. Za symbol města Moravská Třebová byl schválen radou dne 17. 12. 2018.

### Znak města
Z dávných historických pramenů bylo ukázáno, že město používá svůj znak již od 13. století, jedná se o bílo-červeně šachovanou orlici se zlatou korunou, která je vyobrazenou na podkladu modrého štítu. Protože znaky Moravské Třebové, Olomouce a moravské zemské orlice byly prakticky stejné, požádalo v roce 1992 město o úpravu a schválení znaku ČNR. Návrh byl schválen 11. prosince 1992 heraldickou komisí ČNR.

### Znělka města
Dne 18. 2. 2013 schválila rada města za obecní znělku hudební dílo od místního autora Josefa Klíče. Tato znělka byla vyhotovena v podání žesťového kvarteta a vypracovaná ve dvou verzích. Kratší melodie zní vždy v úvodní části vysílání městského rozhlasu. S delší verzí se při různých společenských a kulturních akcích pořádaných městem.

## Památky a zajímavosti
Město Moravská Třebová bylo vyhlášeno již roku 1956 městskou památkovou rezervací, obnoveno roku 1980.
- Zámek
- Měšťanské domy v centru města s pozdně gotickými a renesančními mázhausy
- Renesanční radnice, dnes sídlo městského úřadu. Kuriozitou je věž z roku 1521, která nemá základy
- Morový sloup z roku 1720 s hodnotnou sochařskou výzdobou. Stavbu a výzdobu provedl olomoucký sochař Jan Sturmer
- Městskou památkovou rezervací je kromě historického jádra města a zámku také areál na nedalekém Křížovém vrchu. Je zde kostel Nalezení sv. Kříže postavený kolem roku 1500, křížová cesta s kapličkami, monumentální sousoší Kalvárie a hodnotná umělecká díla z období baroka, kdy ve městě působili umělci J. T. Supper, J. Pacák a další. Významnou památkou je soubor renesančních kamenných náhrobků z přelomu 16. a 17. století, umístěných v lapidáriu
- Budova městského muzea byla dostavěna roku 1906. Muzeum mimo pravidelné výstavy nabízí ve stálé expozici zásluhou rodáka z Moravské Třebové L. V. Holzmaistera sbírku mimoevropského umění. Nově je reinstalována expozice ze starého Egypta včetně mumie princezny Hereret. Po Náprstkově muzeu je tato egyptská sbírka největší v ČR. Expozice je komponována jako staroegyptská hrobka s malbami na zdi
- Kostel Nanebevzetí Panny Marie
- Loretánská kaple při kostele P. Marie
- Fara u kostela
- Evangelický kostel
- Městské muzeum[8]
- Františkánský klášter
- Piaristické gymnázium
- Dřevěné schodiště mrtvých na hřbitov
- Malebný hřbitov plný historických náhrobků
- Lapidárium – bývalá márnice na hřbitově
- Povodňové desky na mostě u mlýna pod zámkem
- Latinská škola
- Zbytky hradeb
- Hvězdárna Boleslava Tecla při DDM Moravská Třebová
- Turistická stezka Cesta od renesance k baroku a Brána času
- Nedaleko města na vysokém zalesněném kopci se nachází Třebovské hradisko se zbytky původního třebovského hradu, obklopené příkopy a valy
- Na Křížovém vrchu se nachází socha plačící dívky (Anny Gläserové)[9]
- Bývalá česká menšinová škola na Svitavské ulici

Boršov (Moravská Třebová):
- Kostel sv. Anny
- Schodiště na hřbitov, kryté
- Socha sv. J. Nepomuckého
- Zbořená klasicistní hospoda na rozcestí k MT
- Množství původní malebné architektury

Sušice:
- Kaplička
- Socha sv. Jana Nepomuckého
- Smírčí kříž
- Požární zbrojnice z roku 1930

Udánky:
- Hradiště

## Doprava
Město leží na železniční trati Třebovice v Čechách – Chornice – Prostějov/Velké Opatovice na které leží stejnojmenná stanice, silnici první třídy I/35 a silnici druhé třídy II/368.

## Kultura
V Moravské Třebové se pravidelně od roku 2000 koná Fotofestival Moravská Třebová. Vždy poslední víkend v květnu se koná hudební festival Moravskotřebovské Arkády. V sobotu se koná vystoupení žáků z místní ZUŠ a ve večerních hodinách několik známých umělců. V nedělním programu se představí několik sborů z Moravské Třebové a okolí. Mezi další hudební festivaly patří Hřebečský slunovrat, Moravskotřebovský bramborák. Festival Kejkle a kratochvíle připomíná dřívější dobu. Jednou za rok v Moravské Třebové probíhá Kinematograf bratří Čadíků.

## Turistika a sport
Region Moravské Třebové se vyznačuje převážně pahorkatinami a vrchovinami, což znamená příležitosti pro pěší turistiku, cykloturistiku a další formy rekreace.
Přímo ve městě se nalézá zrekonstruovaný plavecký areál, zimní hokejový stadion, fotbalové hřiště a tenisové kurty.

### Účastníci Olympijských her narozeni v Moravské Třebové
- Leopold König (* 1987), OH 2016 (cyklistika)
- Roman Kreuziger (* 1986), OH 2008 a OH 2012 (cyklistika)
- Pavel Sedláček (* 1968), OH 1992, OH 1996, OH 2000 (atletika – hod kladivem)
- Rudolf von Eichthal (1877–1974), OH 1936 (výtvarné soutěže – literatura)[10]

## Společenský život
Samospráva města od roku 2017 vyvěšuje 5. července moravskou vlajku.

## Region Moravskotřebovska a Jevíčska
Město je centrem dobrovolného svazku obcí Region Moravskotřebovska a Jevíčska.

## Významné osobnosti a rodáci
Jedná se většinou o významné osoby, které se ve městě narodili, zemřeli nebo v něm určitou dobu pobývali.
- Martin Abraham (* 1978), fotbalový záložník
- Magda B. Arnold (1903–2002), kanadská psycholožka
- Johann Budig (1832–1915), podnikatel a poslanec Říšské rady
- Alois Czerny (1847–1917), etnograf, přírodovědec, historik, archeolog, učitel
- Karl Giskra (1820–1879), rakouský politik
- David Grudl (* 1978), český programátor
- Franz Habicher (1844–1913), stavitel a politik německé národnosti
- Jan Hájek (* 1978), český herec
- Emil Hofrichter (1845–1913), starosta města, zemský poslanec
- Michael Hrbata (* 1971), politik
- Martin Hrubý (* 1969), český herec
- Josef Klíč (* 1976), violoncellista a koncertní mistr Národního divadla v Brně
- Marcel Kolaja (* 1980), programátor a politik
- Leopold König (* 1987), profesionální cyklista
- Roman Kreuziger (* 1986), profesionální cyklista
- Roman Kubíček (* 1963), český politik
- Friedrich Lang (1915–2003), německý pilot střemhlavého bombardéru[12]
- Zdeněk Mahdal (* 1960), herec a moderátor
- Taťána Malá (* 1981), politička, právnička a vysokoškolská pedagožka
- Radko Martínek (* 1956), politik, učitel
- Jaroslava Maxová (* 1957), operní pěvkyně
- Kajetan Mayer von Mayrau (1811–1883), německý průmyslník, úředník a politik
- Ernst Peschka (1900–1970), sudetoněmecký politik
- Libor Soldán (* 1964), fotbalista
- Bruno Steinbrecher (1829–1895), politik a poslanec Říšské rady
- Jan Stejskal (* 1980), profesor ekonomie, děkan fakulty, skautský činovník a instruktor
- Franz Sales Steinbrecher (1799–1873), textilní podnikatel a politik, starosta města a zemský poslanec
- Jiří Stránský (* 1959), politik
- Juda Tadeáš Supper (1712–1771), malíř
- Pavel Trávníček (* 1950), herec, moderátor a divadelní režisér
- Rudolf Zukal (1935–2010), fotograf

## Partnerská města
- Banská Štiavnica, Slovensko
- Staufenberg, Německo
- Vlaardingen, Nizozemsko